# Richfield (Utah)
Richfield è una città degli Stati Uniti d'America, situata nello Utah, nella Contea di Sevier.